# Dendrophthora tetrastachya
Dendrophthora tetrastachya là một loài thực vật có hoa trong họ Santalaceae. Loài này được (C.Wright ex Griseb.) Urb. mô tả khoa học đầu tiên năm 1912.